# Monameerkat
De monameerkat (Cercopithecus mona) is een apensoort uit het geslacht echte meerkatten (Cercopithecus). De wetenschappelijke naam van de soort werd voor het eerst geldig gepubliceerd door Schreber in 1775.

## Verspreiding
De soort komt oorspronkelijk voor in West-Afrika in de landen Ghana, Benin, Togo, Nigeria en Kameroen. De aap is daarnaast door mensen geïntroduceerd op Sao Tomé en op Principe voor de Afrikaanse kust en op Grenada in de Caraïben. Ook in het naast Grenada gelegen Saint Kitts en Nevis komt de Monameerkat mogelijk voor.

## Leefgebied
De Monameerkat komt voor in bossen, mangroven en savannegebieden, vooral in de buurt van rivieren. Ze leven in groepen van gemiddeld twaalf individuen. Hoewel de habitat op grote schaal verloren gaat, lijkt de soort zich goed aan te kunnen passen aan een secundaire habitat.